# Idaea lividata
Idaea lividata là một loài bướm đêm trong họ Geometridae.